# Eoaquapulex
Eoaquapulex is een geslacht van uitgestorven kreeftachtigen uit de klasse van de Ostracoda (mosselkreeftjes).

## Soorten
- Eoaquapulex frequens (Steusloff, 1894) †
- Eoaquapulex socialis (Levinson, 1961) Levinson, 1968 †